# صخر (شركة)
شركة صخر للبرمجيات من أكبر شركات البرمجيات العربية ومقرها في مدينة الكويت وصاحبها محمد عبد الرحمن الشارخ ورئيس مجلس إدارتها فهد الشارخ.

## التاريخ
أنشئت صخر في عام 1982 كشركة كويتية تابعة لشركة العالمية للإلكترونات.
قامت صخر بتطوير العديد من التقنيات المتقدمة والتي تركت علامات بارزة في صناعة تقنية المعلومات، منها تطوير جيلٍ جديدٍ من تقنيات المعالجة الطبيعية للغة العربية (NLP)، وقد نجحت صخر في أن تتغلب على تفوق تقنية المعلومات الإنجليزية على مثيلاتها العربية، وأن تقوم في ذات الوقت بتصحيح الاعتقاد الخاطئ بأنه يمكن تطويع الحلول المطورة في الغرب لتناسب احتياجات المستخدمين العرب.

ونظراً لالتزامها بتزويد المستخدمين العرب بالحلول الذكية، فإن صخر تواجه العديد من التحديات التي تثني العديد من المنافسين، سواء الدوليين أو العرب. ومن هذه التحديات عدم وجود أي دعم حكومي، مما حدا بصخر إلى البدء في مشروع طموح للبحث والتطوير يستغرق أكثر من 2 مليون ساعة عمل، ويتم تمويله بالكامل بالاستثمارات الخاصة، وذلك اعتمادًا على اعتقاد صخر الثابت في قيمة اللغة العربية لعملائها من الأفراد والمؤسسات والحكومات.

شعار صخر خلال ثمانينات القرن العشرين

## حاسوب صخر

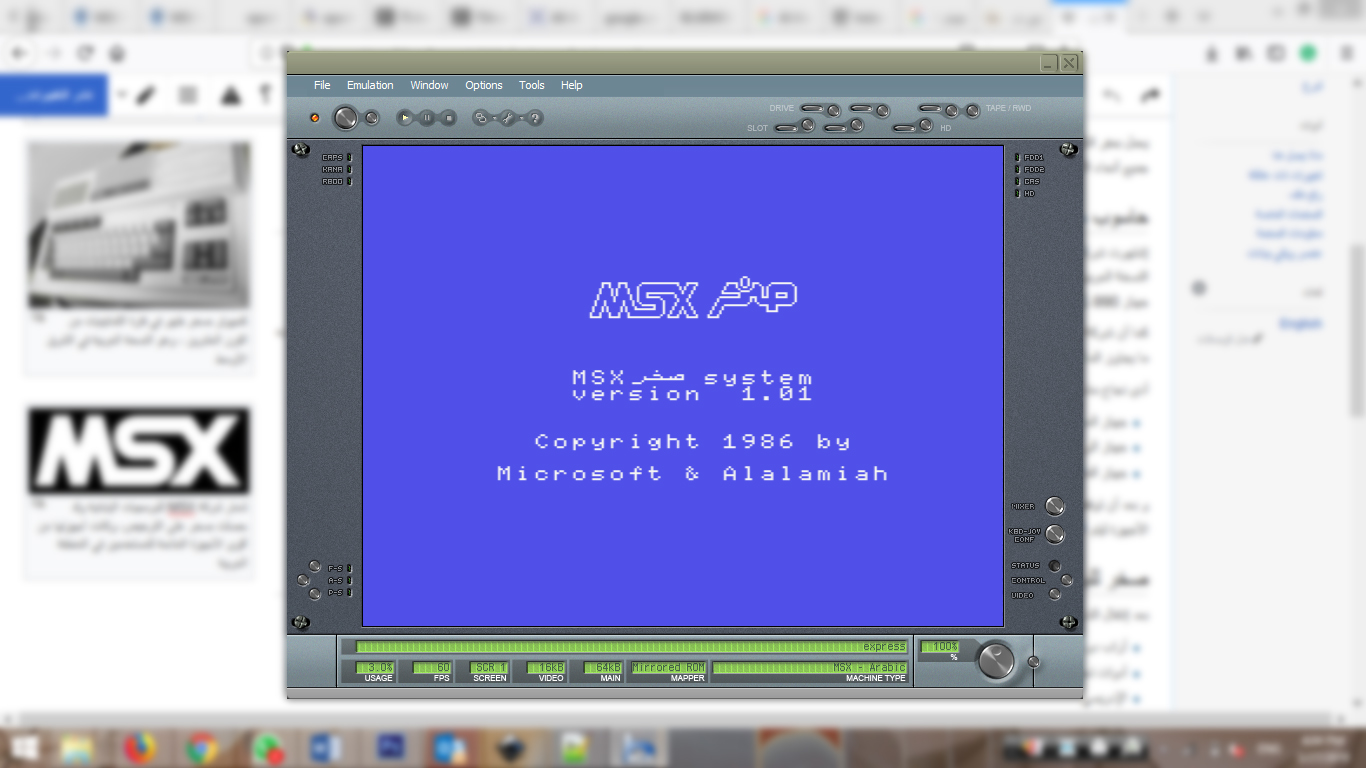
شاشة البدء من نظام صخر MSX عبر محاكي لأجهزة MSX

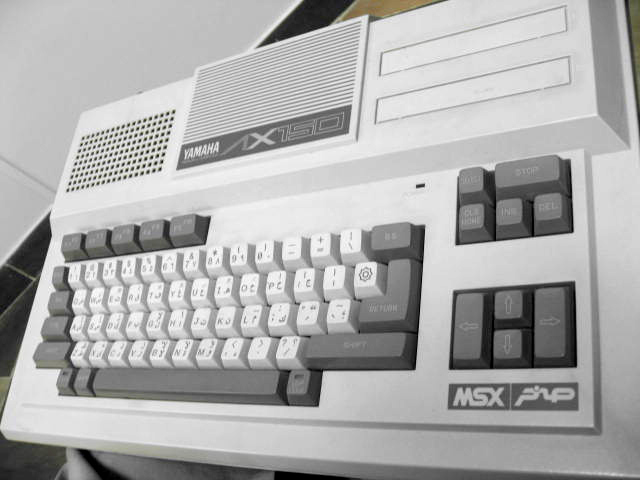
جهاز صخر AX150

اشتهرت شركة صخر عبر إنتاجها حاسوب صخر والذي كان مشروعا مشتركا بين شركة العالمية الكويتية وشركة ياماها اليابانية. كما قامت الشركة بالتعاون مع شركة مايكروسوفت بتطوير النسخة العربية من نظام التشغيل صخر MSX. ونظرا لنجاح المشروع فقد تم إصدار عدة أجيال من الجهاز من أشهرها أجهزة AX-170 وAX230 التي تعمل على نظام MSX و جهاز AX-990 الذي يعد مزجا بين أجهزة MSX و أجهزة سيجا ميغا درايف وجهاز AX-370 الذي عمل على نظام MSX2.
كما أن شركة العالمية وشركة برق للبرمجيات أنتجت العديد من البرمجيات المخصصة للعمل مع هذه الأجهزة. ورغم عدم توفر أرقام دقيقة للمبيعات إلا أن جهاز AX-170 قد بيع منه ما يجاوز المائة ألف وحدة.
أدى نجاح مشروع الحاسوب صخر لظهور العديد من المشاريع الشبيهة والتي كانت كلها تستخدم نظام التشغيل صخر MSX من ضمنها:
- جهاز المثالي 1 و المثالي 2 من شركة باوارث للإلكترونيات - المملكة العربية السعودية
- جهاز الوركاء من المنشأة العامة للصناعات - الجمهورية العراقية
- جهاز الفاتح من المنشأة العامة للإلكترونيات - الجماهيرية العربية الليبية
- خدمات تعريب اللغة العربية لوزارة التجارة المصرية

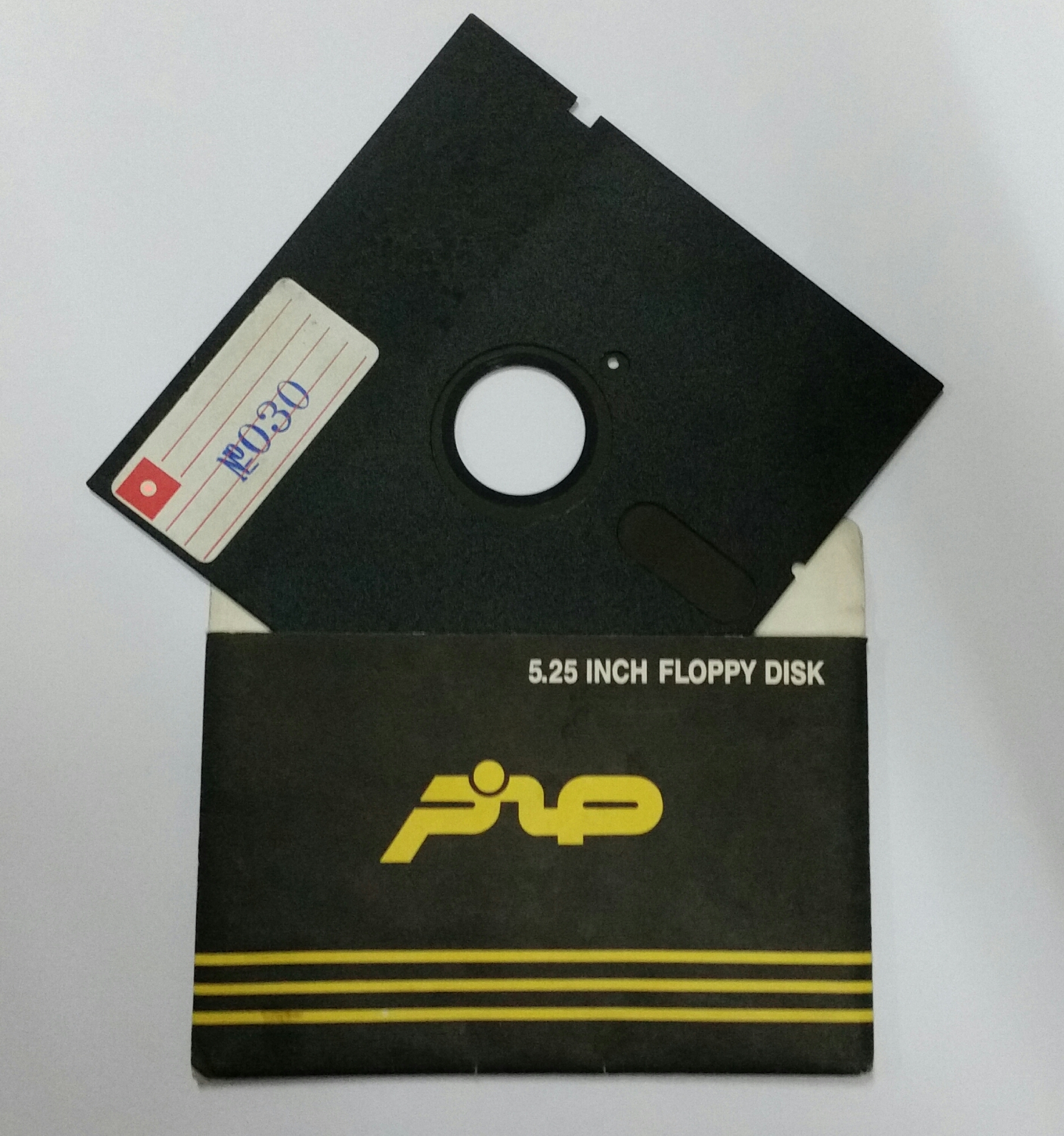

- خدمات تعريب اللغة العربية لوزارة التربية والتعليم في سلطنة عمان
- خدمات تعريب اللغة العربية لغرفة تجارة وصناعة دبي

## توقف الشركة
و بعد أن توقفت شركة مايكروسوفت عن تطوير نظام MSX سنة 1990 قامت شركة العالمية بإعادة هيكلة أنشطتها وتم إيقاف برنامج إنتاج الأجهزة ليتم الاعتماد على الذراع البرمجي للمؤسسة باسم صخر.
ويذكر محمد الشارخ في لقاء على روتانا خليجية عام 2021 أسباب توقف الشركة وهي بالترتيب الزمني: غزو صدام للكويت، وخداع بيل غيتس للشارخ عبر الاستيلاء على اثنين من أهم موظفي صخر، وغياب الدعم الحكومي لإنقاذ الشركة في ظل هذه الأزمة.

## صخر للبرمجيات
بعد تخصيص أغلب موارد الشركة ناحية النشاط البرمجي أنتجت العديد من البرامج من أهمها:
- أراب دوكس
- أدوات تحليل النصوص
- الإدريسي
- جهينة
- القارئ الآلي
- البوابة التعليمية
- ترجمة صخر للمؤسسات
- برنامج إبصار للمكفوفين وضعاف البصر
- النطق الآلي للنصوص
- التعرف الآلي على الكلام
- صخر ألو

## وصلات خارجية
- موقع شركة صخر